# Diposis patagonica
Diposis patagonica là một loài thực vật có hoa trong họ Hoa tán. Loài này được Skottsb. mô tả khoa học đầu tiên năm 1916.